# Peta Jensen
Peta Jensen (Zephyrhills, 24 dicembre 1990) è un'attrice pornografica statunitense.

## Biografia
Nata nella città di Zephyrhills, situata in Florida, la sua famiglia ha origini tedesche, irlandesi e scozzesi. Ha lavorato come ballerina erotica in vari club degli USA, fino a quando non è stata scoperta da un talent scout che l'ha incoraggiata a tenere un provino nel settore del porno.
Ha debuttato come attrice a settembre 2014; da allora ha lavorato con i principali produttori di film porno negli Stati Uniti come Bang Bros, Brazzers, Jules Jordan Video, Digital Sin o Naughty America. Nello stesso anno ha preso parte alla prima edizione di DP Star, un talent di Digital Playground alla ricerca di una nuova star del settore.
Nel 2015 ha partecipato con la collega Amia Miley alle riprese di una scena di sesso all'interno di un episodio della seconda stagione della serie True Detective, che è stato girato in una villa a Pasadena, California. Per coincidenza, ha anche partecipato a una parodia porno insieme a Abigail Mac e Abella Danger.
Nel 2016 ha recitato nella sua prima scena di sesso anale (in Anything He Desires, distribuita da Brazzers e per la quale ha ricevuto anche candidature agli AVN Awards e agli XBIZ Awards) e di sesso interrazziale, pubblicata da blacked.com con il titolo Big Boob Secretary Does Her Black Boss.
È stata sposata per alcuni mesi, dopo di che ha divorziato.

## Riconoscimenti

### AVN Awards
- 2016 – Candidatura al premio Best Boy/Girls Sex Scene per Bra Busters6
- 2016 – Candidatura al premio Best Group Sex Scene per Orgy Masters 7
- 2016 – Candidatura al premio Best New Starlet
- 2016 – Candidatura al premio Fan Award: Best Boobs
- 2016 – Candidatura al premio Fan Award: Hottest Newcomer
- 2016 – Candidatura al premio Fan Award: Social Media Star
- 2017 – Candidatura al premio Best Girl/Girl Sex Scene per Anything He Desires

### Pornhub Awards
- 2019 – Candidatura al premio Best Chest Top Big Tits Performer

### Spank Bank Awards
- 2016 – Candidatura al premio Best Legs
- 2016 – Candidatura al premio Boobalicious Babe of the Year
- 2016 – Candidatura al premio Newcummer of the Year
- 2016 – Candidatura al premio Pussy of the Year
- 2017 – Candidatura al premio Boobalicious Babe of the Year
- 2017 – Candidatura al premio Most Volumptous Vixen

### XBIZ Awards
- 2016 – Candidatura al premio Best New Starlet
- 2017 – Candidatura al premio Best Actress – Parody Releases per Storm of Kings
- 2017 – Candidatura al premio Best Sex Scene – All-Sex Release per Take The Condom Off 1
- 2017 – Candidatura al premio Best Sex Scene – Couples-Themed Release per Anything He Desires

## Filmografia
- Alexis and Peta in A Dominatrix is Born (2014)
- Big Tit Fantasies 4 (2014)
- Bra Busters 6 (2014)
- Breaking In Miss Jensen (2014)
- Definitely, I Wanna Win (2014)
- Dressed to Impressed (2014)
- Giant Juicy Juggs 4 (2014)
- I Cum Into Your Home (2014)
- I Have A Wife 18811 (2014)
- I'll Make You Cum in Seconds (2014)
- Peta Pledges Her Cleavage Allegiance (2014)
- Spin Class Ass 2 (2014)
- Stay The Fuck Outta My Room (2014)
- Take the Condom Off 4 (2014)
- Throbbing Rockstar (2014)
- Try Your Tits (2014)
- Banging Peta Jensen Doggy Style (2015)
- Beautiful Tits 2 (2015)
- Big Tit Cream Pie 32 (2015)
- Big Tit Cream Pie 36 (2015)
- Big Tits in Sports 16 (2015)
- Blindfold Massage (2015)
- Brazzers Awards (2015)
- Brazzers Heavenly Bodies (2015)
- Brazzersbowl Sunday (2015)
- Clinic Cooch (2015)
- Close Encounters Of The Big Kind (2015)
- College Midterm Stress Release (2015)
- Deadly Rain 1 (2015)
- Deep and Juicy with Miss Jensen (2015)
- Deep in Double D's (2015)
- Flixxx: Please Come, Fuck Me (2015)
- Friendly Fondling (2015)
- Fuck The Frustration Right Out Of Me (2015)
- Heighten Her Sexual Senses (2015)
- Housewife 1 On 1 19535 (2015)
- Housewife 1 on 1 40 (2015)
- I Love My Cheating Wife (2015)
- I Love My Sister's Big Tits 4 (2015)
- Knockout Knockers (2015)
- Lock and Load (2015)
- My Sister's Hot Friend 19289 (2015)
- My Two Wives (2015)
- Naughty Office 19195 (2015)
- New Porno Order (2015)
- Newbies (2015)
- Our Holiday Three Way (2015)
- Our New Maid 1 (2015)
- Our New Maid 2 (2015)
- Our New Maid 3 (2015)
- Peta Jensen Daily Dick Fix (2015)
- Peta Pays Your Cock a Visit (2015)
- Peta's Creampie Craze (2015)
- Peta's First Creampie, She Loved It (2015)
- Peta's Insatiable Desire For Creampie (2015)
- Raw Cuts: Best Friends Forever (2015)
- Rich Brats Of Beverly Hills 1 (2015)
- Rich Brats of Beverly Hills 2 (2015)
- Rough Shagging Shrink (2015)
- Running Buddies (2015)
- Stryker (2015)
- Sweet Peta Pie (2015)
- Take The Condom Off 1 (2015)
- Teaching Her How To Cum (2015)
- Tonight's Girlfriend 19463 (2015)
- Tonight's Girlfriend 20129 (2015)
- Triple Treat (2015)
- True Detective: a XXX Parody (2015)
- True Detective: A XXX Parody 1 (2015)
- Turbo Sluts (2015)
- Unfaithful Wives 5 (2015)
- When Wives Get Lonely (2015)
- World War XXX (2015)
- World War XXX 3 (2015)
- World War XXX 4 (2015)
- Young and Delicious 2 (2015)
- ZZ Courthouse 3 (2015)
- ZZ vs DP: The Final Fuck Off (2015)
- Anything He Desires (2016)
- Bang Bros Invasion 12 (2016)
- Bang Bros Invasion 16 (2016)
- Beautifully Stacked 1 (2016)
- Big Boob Secretary Does Her Black Boss (2016)
- Breast Intentions (2016)
- Candlelit Evening (2016)
- Countdown To You (2016)
- Deadly Rain (2016)
- Double D-Tention (2016)
- DP Presents (2016)
- Facial Cum Sluts 2 (2016)
- Final Exam (2016)
- Flirtation Game Gone Too Far (2016)
- Flixxx: Delivery Mix-Up (2016)
- Fuck Me Silly (2016)
- Fuck To Remember (2016)
- Game Night Shenanigans (2016)
- Guide to Outdoor Sex (2016)
- Guilty Conscience (2016)
- Hard Workouts (2016)
- Hardcore Heaven 3 (2016)
- Hot Wife (2016)
- I Love My Mom's Big Tits 2 (2016)
- I Love My Mom's Big Tits 4 (2016)
- Massaging Peta (2016)
- Monster Cock For Her Little Box 7 (2016)
- Morning Glory (2016)
- My Girlfriend's Busty Friend 21189 (2016)
- My Honey Wants It Rough (2016)
- My Three Wives (2016)
- My Wife the Slut 2 (2016)
- My Wife's Hot Friend 20673 (2016)
- Naughty America 21815 (2016)
- Naughty Office 21637 (2016)
- Nympho Nurses and Dirty Doctors (2016)
- One Wet Cheerleader (2016)
- Our Little Masquerade (2016)
- Our New Maid 4 (2016)
- Parodies Awaken 2 (2016)
- Pass the Peta (2016)
- Perfect View Of Peta Jensen (2016)
- Peta Jensen For A Day (2016)
- Peta's Pool Time (2016)
- Pornstar Paradise 1 (2016)
- Sex and Confidence (2016)
- Sexperiments (2016)
- Sibling Rivalry 1 (2016)
- Sibling Rivalry 2 (2016)
- Storm of Kings (2016)
- Storm Of Kings XXX Parody 2 (2016)
- Storm Of Kings XXX Parody 4 (2016)
- Storm of Kings XXX Parody: Behind the Scenes (2016)
- Take Me for a Ride (2016)
- Thick Oiled Ass (2016)
- To Catch A Cheat (2016)
- Try Your Tits (2016)
- Turbo Sluts 2 (2016)
- Unfaithful (2016)
- Work Hard Fuck Harder (2016)
- World War XXX 5 (2016)
- World War XXX 6 (2016)
- Yoga For Perverts (2016)
- A is For Anna (2017)
- Bang P.O.V. 6 (2017)
- Big Boob Workout (2017)
- Brazzers Presents: The Parodies 8 (2017)
- Broken Vows 2 (2017)
- Giddy Up And Ride Peta Jensen (2017)
- Girls of Bang Bros 65: Peta Jensen (2017)
- Good Fuck to You (2017)
- Hottest Girls in Porn 2 (2017)
- Interracial Threesomes 5 (2017)
- Lesbian Adventures: Strap-On Specialists 11 (2017)
- Let's Play Doctor 2 (2017)
- Little Piggy Peta Jensen Gobbles Down A Big Cock (2017)
- Mothers and Fathers (2017)
- My Cute Little Step Sister 1 (2017)
- My Girlfriend's Busty Friend 20 (2017)
- My Wife the Slut 3 (2017)
- Office Obsession 6 (2017)
- Overworked Titties 2 (2017)
- Peta Jensen And Alix Lynx Are Horny Dirty (2017)
- Peta Jensen And Anna Bell Peaks Fuck Each Other With Toys (2017)
- Peta Jensen Fucks Her Girlfriend Cherie Deville (2017)
- Peta Jensen Gets A Hot Load on Her Ass (2017)
- Peta Jensen Gives Herself A Table Fucking (2017)
- Peta Jensen in A Lingerie Strip and Toy Session (2017)
- Peta Jensen Licks Her Girlfriend Syren De Mer (2017)
- Peta Jensen Studies A Long Thick Cock (2017)
- Playful Morning Sex With Peta Jensen (2017)
- Power Rack: A XXX Parod (2017)
- Rubbing Down a Horny Slut (2017)
- Some Alone Time With Peta Jensen (2017)
- Thirsty For Some Titties 1 (2017)
- Yoga Freaks 2 (2017)
- Big Mommy Boobs 7 (2018)
- Crush Girls: Honey Gold (2018)
- Daddy Please 3 (2018)
- Do You Like My Titties (2018)
- Double Timing Wives (2018)
- Dream Cum True (2018)
- Pornstar Paradise 4 (2018)
- Rubbing Down A Horny Slut 4 (2018)
- Sexual Education 4 (2018)
- Tonight's Girlfriend 66 (2018)
- Baddest Of Bad Daddy POV (2019)
- Crush Girls: Diamond Foxxx (2019)
- Crush Girls: Kenzie Taylor (2019)
- Crush Girls: Peta Jensen (2019)
- Dirty Masseur 14 (2019)
- My Sister's Hot Friend 73 (2020)
- American Daydreams 30797 (2021)
- Busty MILF (2021)
- Our Holiday Three Way (2021)
- Crowns Of Fury 2 (2022)
- Crowns Of Fury 4 (2022)